# Trostniki (Kaliningrad, Gurjewsk)
Trostniki (russisch Тростники, deutsch Bothenen und Lautkeim) ist ein Ort in der russischen Oblast Kaliningrad. Er gehört zur kommunalen Selbstverwaltungseinheit Stadtkreis Gurjewsk im Rajon Gurjewsk.

## Geographische Lage
Trostniki liegt im östlichen Samland, 17 Kilometer südwestlich der ehemaligen Kreisstadt Polessk (Labiau) und 19 Kilometer nordöstlich der jetzigen Rajonmetropole Gurjewsk (Neuhausen) an der Kommunalstraße 27K-070 zwischen Dobrino (Nautzken) und Saretschje (Kaymen). Die nächste Bahnstation ist Dobrino an der Bahnstrecke Kaliningrad–Sowetsk (Königsberg–Tilsit).

## Geschichte

Lautkeim, nordöstlich der Stadt Königsberg, auf einer Landkarte von 1910.

### Bothenen
Das bis 1946 Bothenen genannte Dorf geht in seiner Gründung auf die Zeit vor 1404 zurück. Im Jahre 1404 nämlich wurde Boteinen mit dem Nachbarort Salwen zu einer Gemeinde mit dem Namen des größeren Ortes, nämlich Bothenen, vereinigt. Zwischen 1874 und 1945 war die Landgemeinde Bothenen in den Amtsbezirk Kaymen (1938–1946 Kaimen, heute russisch: Saretschje) eingegliedert und gehörte zum Landkreis Labiau im Regierungsbezirk Königsberg der preußischen Provinz Ostpreußen. Im Jahre 1910 zählte Bothenen 229 Einwohner.
Am 30. September 1928 schlossen sich die Landgemeinden Bothenen und Wilditten (heute russisch: Anetschkino) mit Teilen des Gutsbezirks Lautkeim zur neuen Landgemeinde Bothenen zusammen. Die Einwohnerzahlen betrugen 1933 284 und 1939 280.

#### Ortsteil Kirche Kaymen
Nur 450 Meter westlich des Dorfes Bothenen lag der Ortsteil Kirche Kaymen (bis etwa 1905 Kirche Caymen, 1938–1946 Kirche Kaimen) mit Gotteshaus und einigen Gehöften. Hier – als einem ehemals heiligen Wald der Prußen – hatte der Deutsche Orden eine Kirche erbaut, deren Ort genauso wie das weiter südlich gelegene Dorf den Namen der früheren prußischen Landschaft Caym erhielt.

### Lautkeim
Das früher Lautkeim genannte kleine Gutsdorf hatte ein Sägewerk sowie eine Dampfmühle. Im Jahre 1874 wurde es in den neu geschaffenen Amtsbezirk Kaymen (1938–1946 Kaimen, russisch: Saretschje) im Landkreis Labiau im Regierungsbezirk Königsberg der preußischen Provinz Ostpreußen eingegliedert. Im Jahre 1910 lebten hier 37 Menschen.
Am 30. September 1928 schloss sich Lautkeim in Teilen mit den Landgemeinden Bothenen und Wilditten (Anetschkino) zur neuen Landgemeinde Bothenen zusammen, andere Teile kamen zu Schulkeim (Altaiskoje).

### Trostniki
1945 kamen Bothenen und Lautkeim zur Sowjetunion. Im Jahr 1950 wurden diese beiden Orte unter der russischen Bezeichnung Trostniki zusammengefasst und der so entstandene Ort gleichzeitig dem Dorfsowjet Dobrinski selski Sowet im Rajon Gurjewsk zugeordnet. Von 2008 bis 2013 gehörte Trostniki zur Landgemeinde Dobrinskoje selskoje posselenije und seither zum Stadtkreis Gurjewsk.

## Kirche
In Bothenen und Lautkeim lebte vor 1945 eine überwiegend evangelische Bevölkerung, die in das Kirchspiel Kaymen (1938–1946 Kaimen, heute russisch: Saretschje) – mit dem Gotteshaus in unmittelbarer Nähe von Bothenen – innerhalb der Kirchenprovinz Ostpreußen der Kirche der Altpreußischen Union eingepfarrt war. Heute liegt Trostniki im Einzugsbereich zweier evangelisch-lutherischer in den 1990er Jahren neu gegründeter Gemeinden: Marschalskoje (Gallgarben) und Polessk (Labiau). Sie sind Filialgemeinden der Auferstehungskirche in Kaliningrad (Königsberg) in der Propstei Kaliningrad der Evangelisch-lutherischen Kirche Europäisches Russland.